# 노토 (시칠리아주)

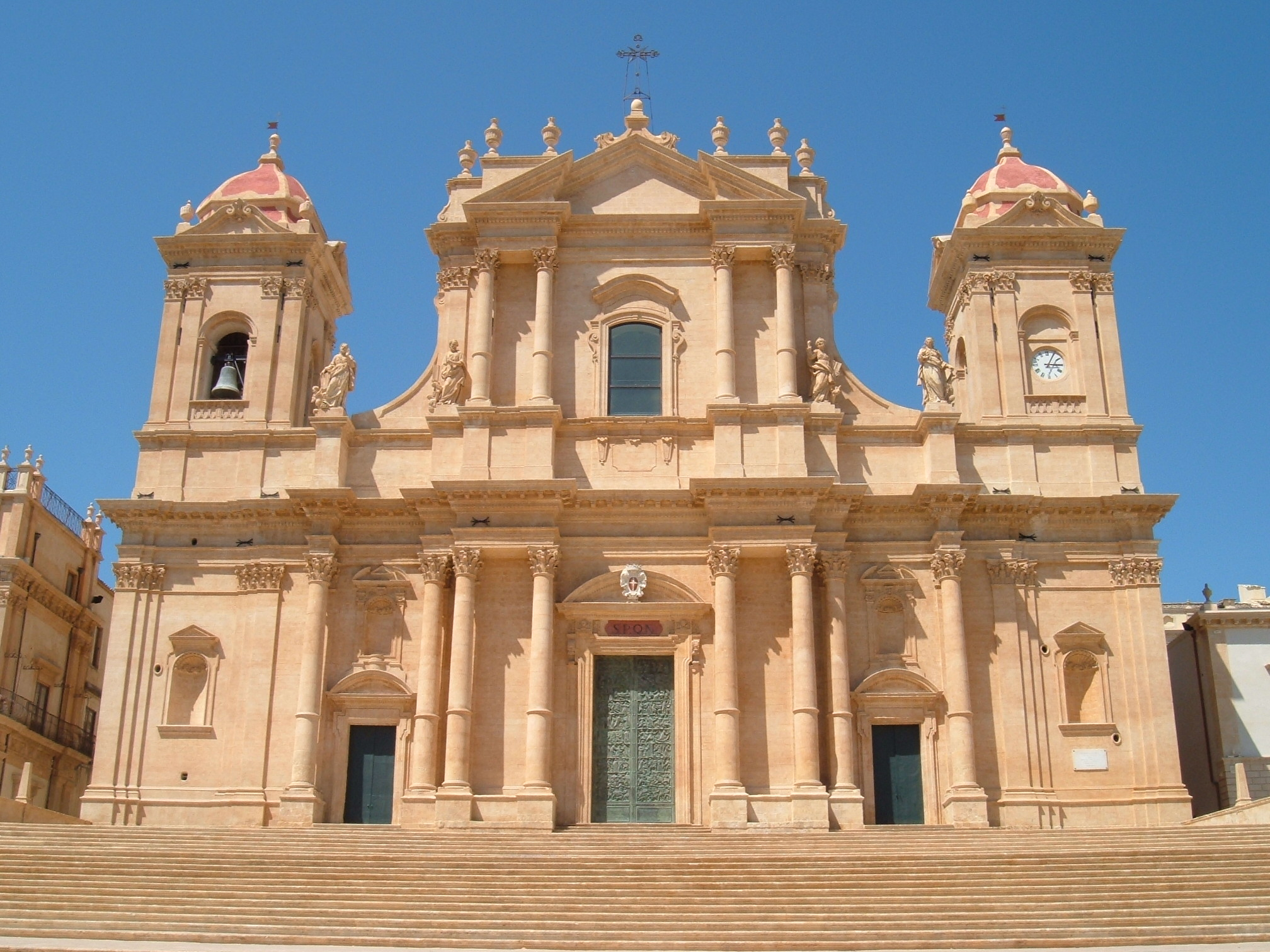
노토 성당

노토(Noto, Notu, Netum)는 이탈리아 시칠리아 시라쿠사도의 도시이자 코무네이다. 히블라이아 산맥 끝자락의 시라쿠사시에서 남서쪽으로 32킬로미터 떨어진 곳에 위치하고 있다. 주변 지역 발 디 노토(Val di Noto)의 이름을 따서 생겨난 이름이다. 2002년, 노토와 노토의 교회는 유네스코 세계유산으로 지정되었다.

## 역사
옛 도시 노토 안티카(Noto Antica)는 알베리아산 북쪽으로 8킬로미터 지점에 위치한다. 시켈(Sicel) 기원의 도시로서 고대에는 네툼이라는 지명으로 알려져 있다. 기원전 263년, 이 도시는 로마 공화정의 히에론 2세에게 헌정되었다.

## 경제
이 지역은 품질이 좋은 여러 포도주 생산지들 가운데 한 곳이다.

## 사진

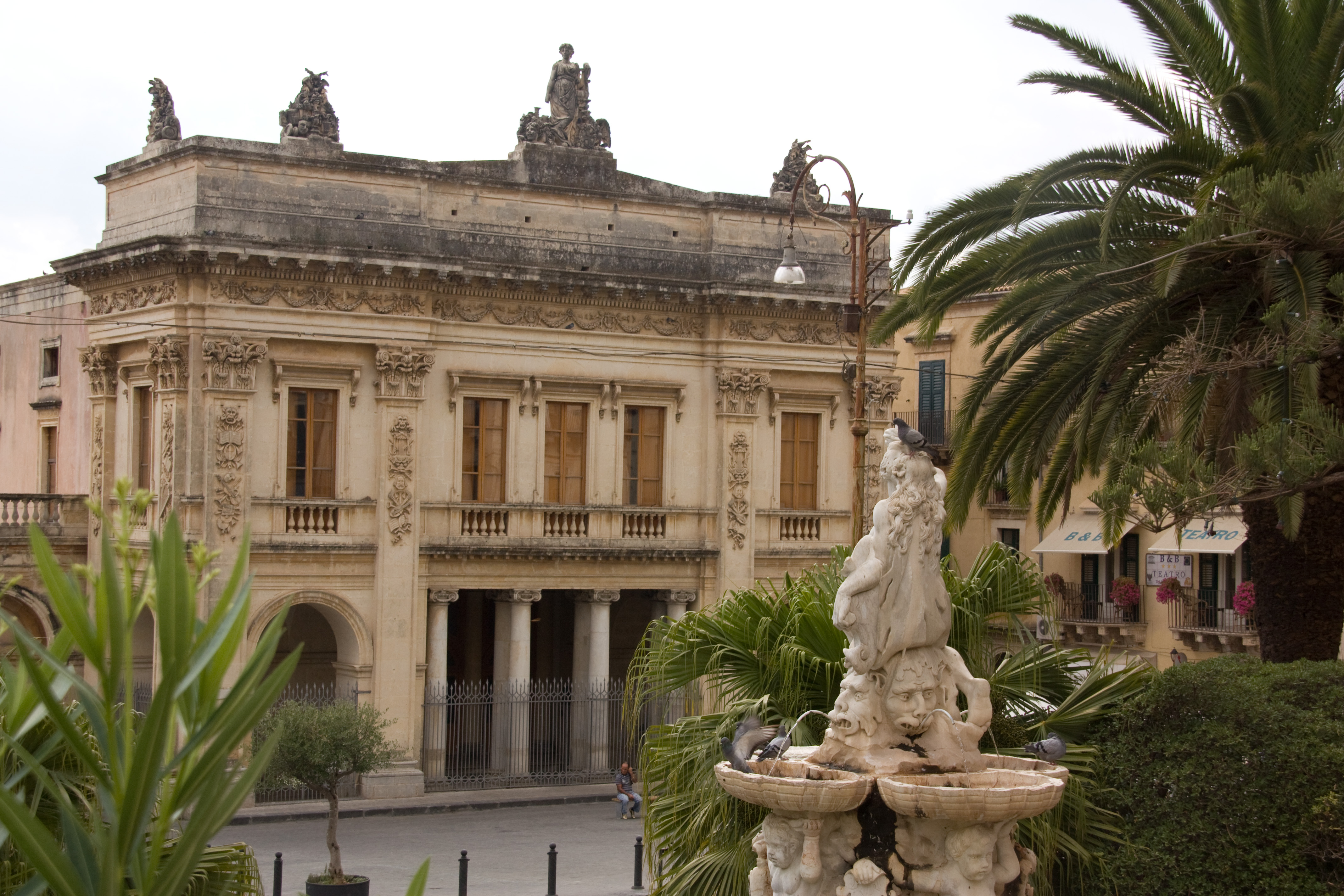
Theatre
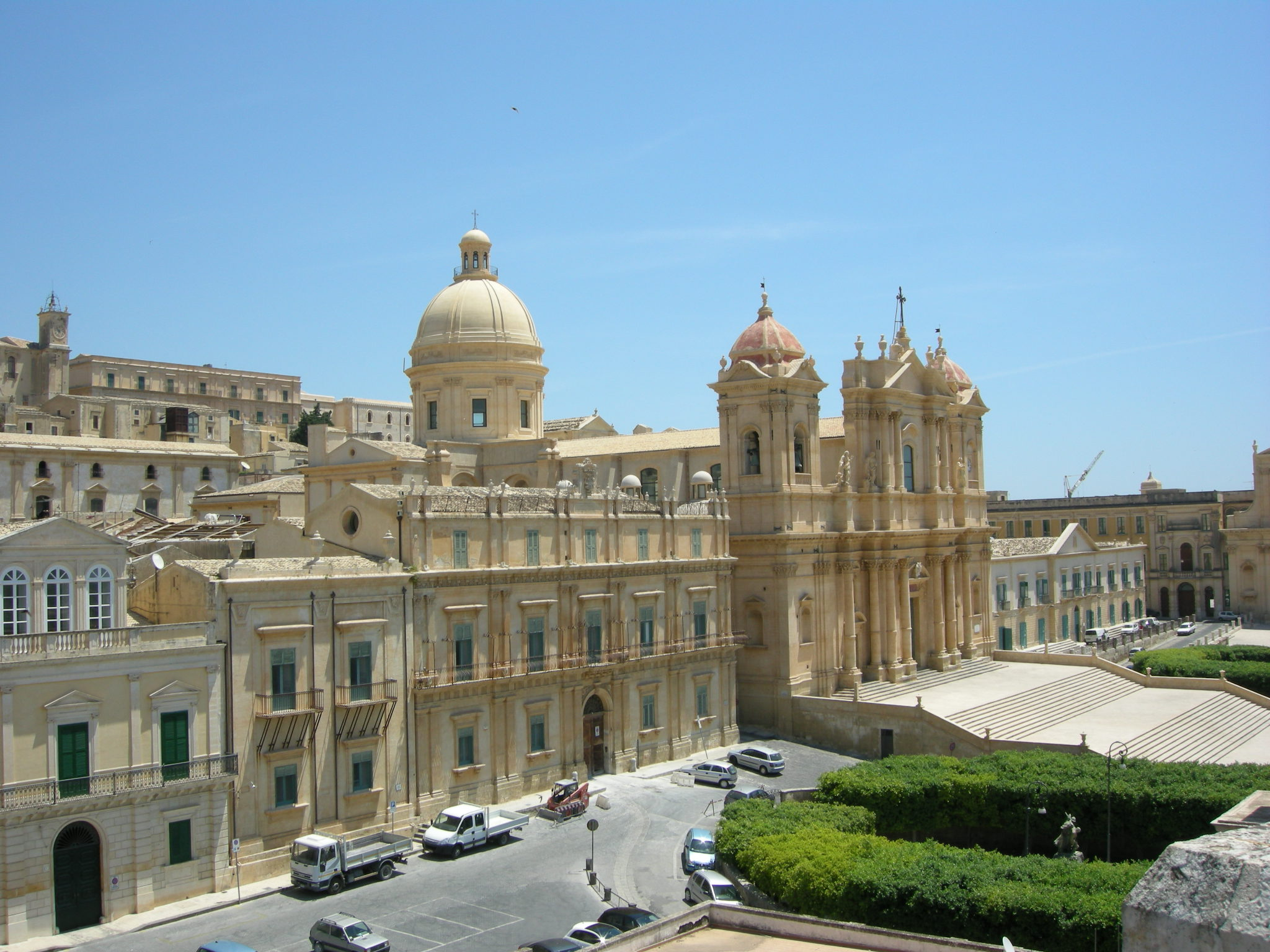
Noto Cathedral
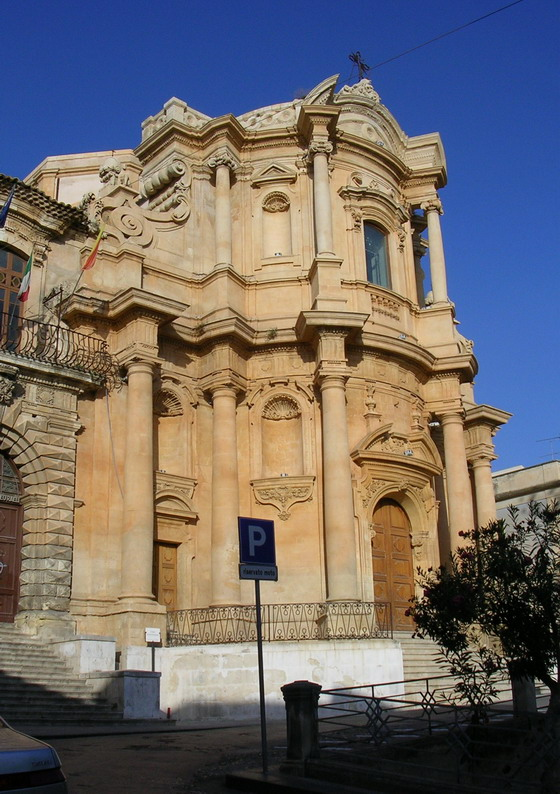
Church of San Domenico
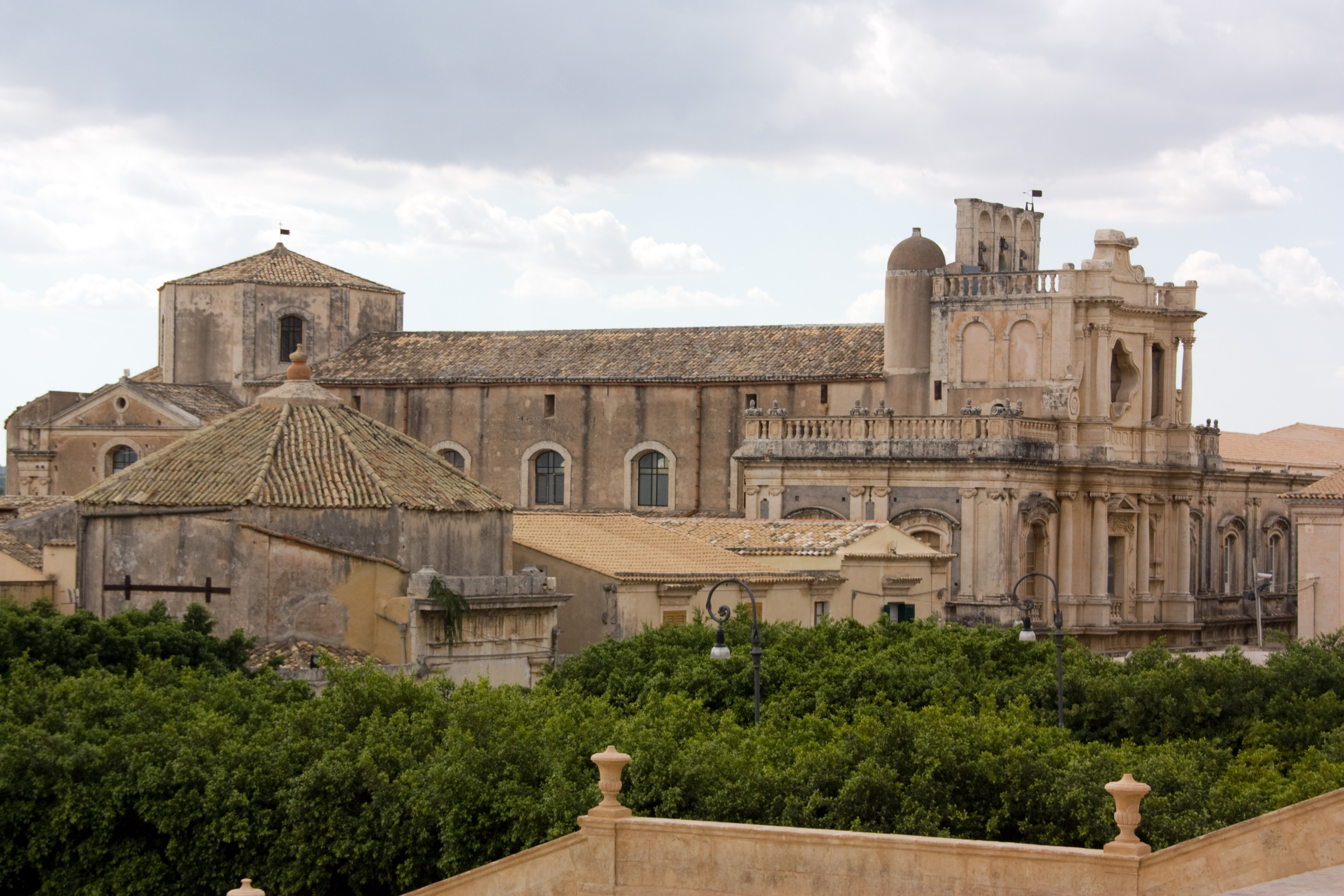
Church of St. Charles Borromeo
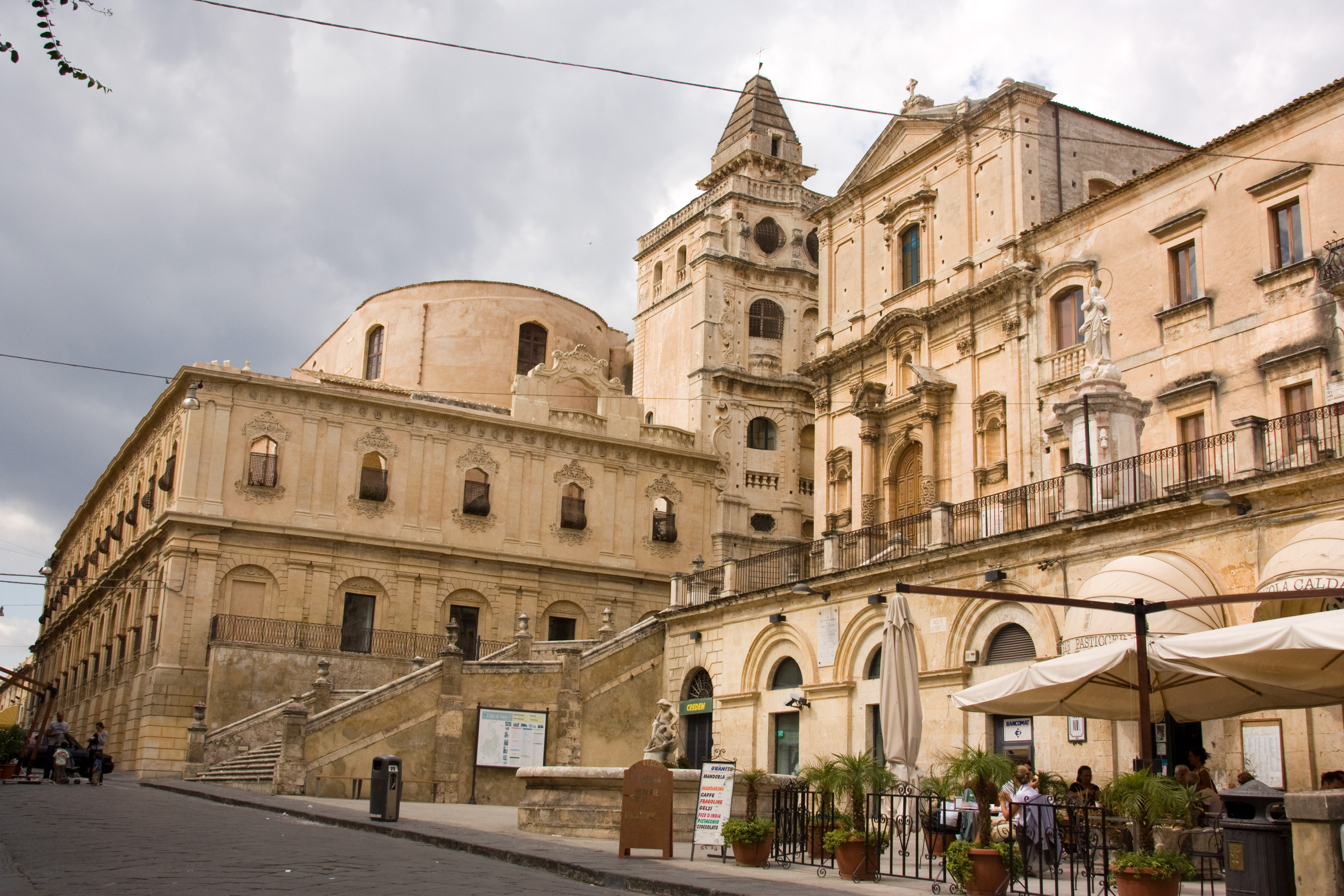
Church of San Francesco all'Immacolata
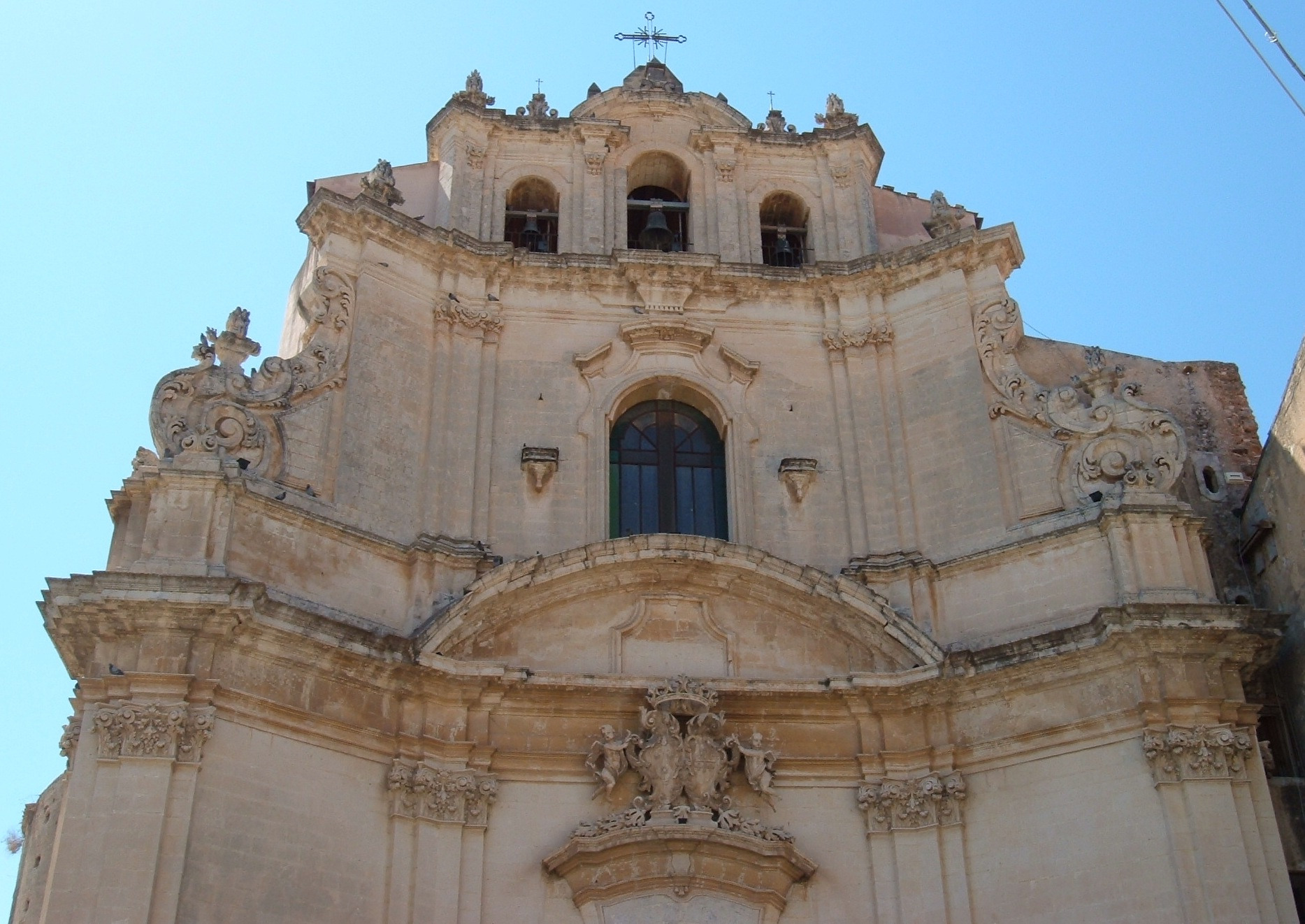
Church of the Carmine
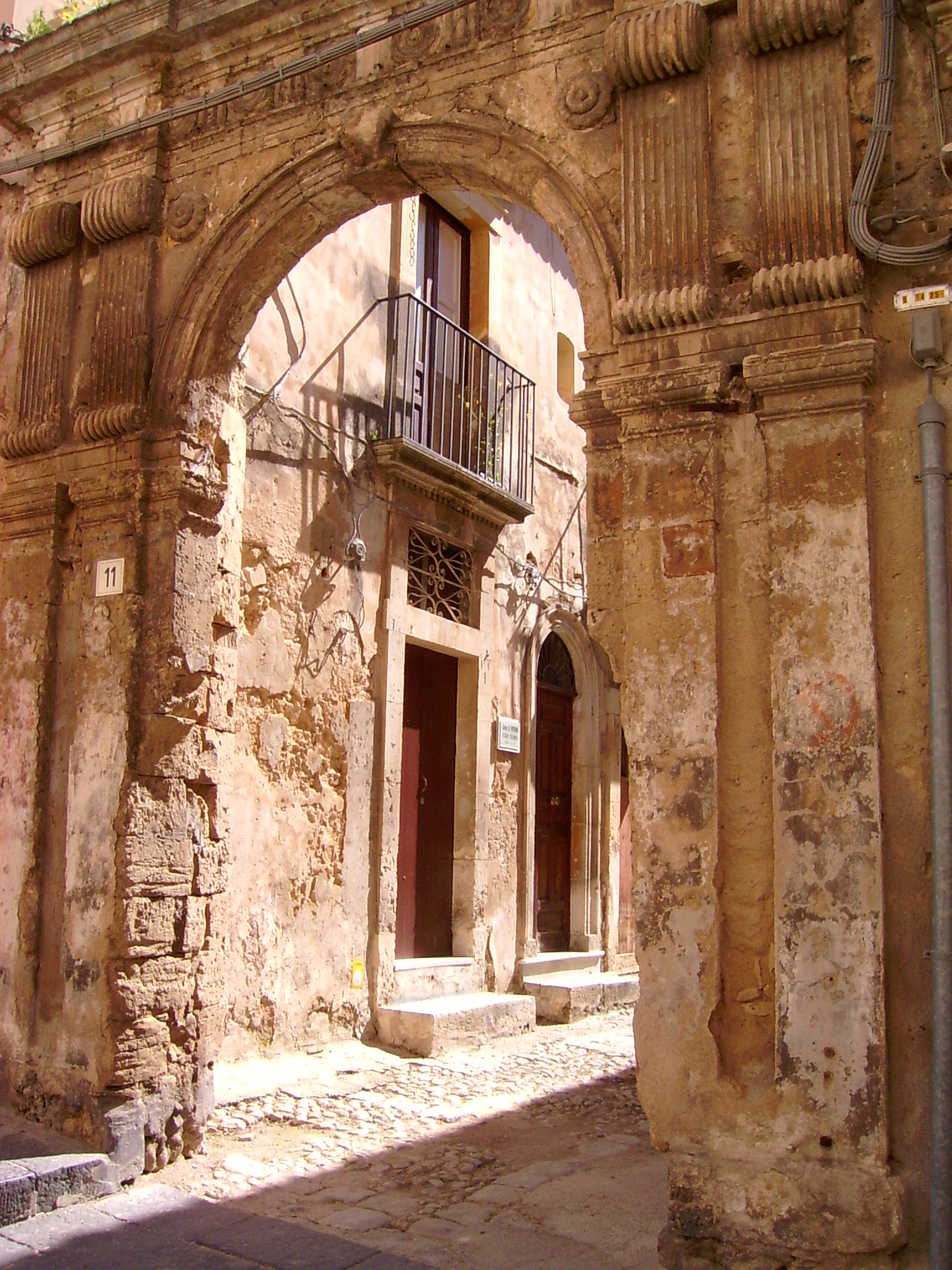
Arch
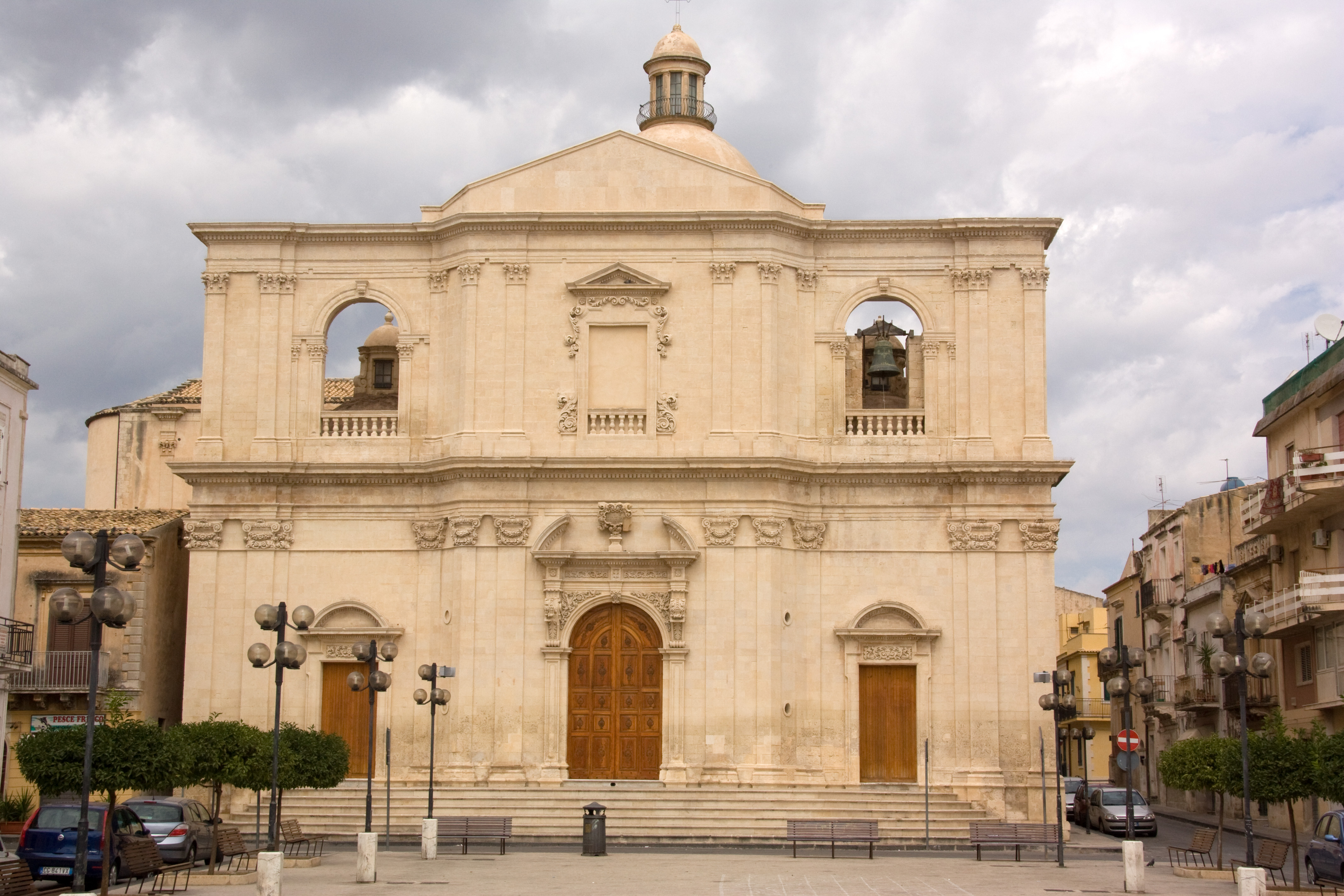
Church of the Santissimo Crocifisso
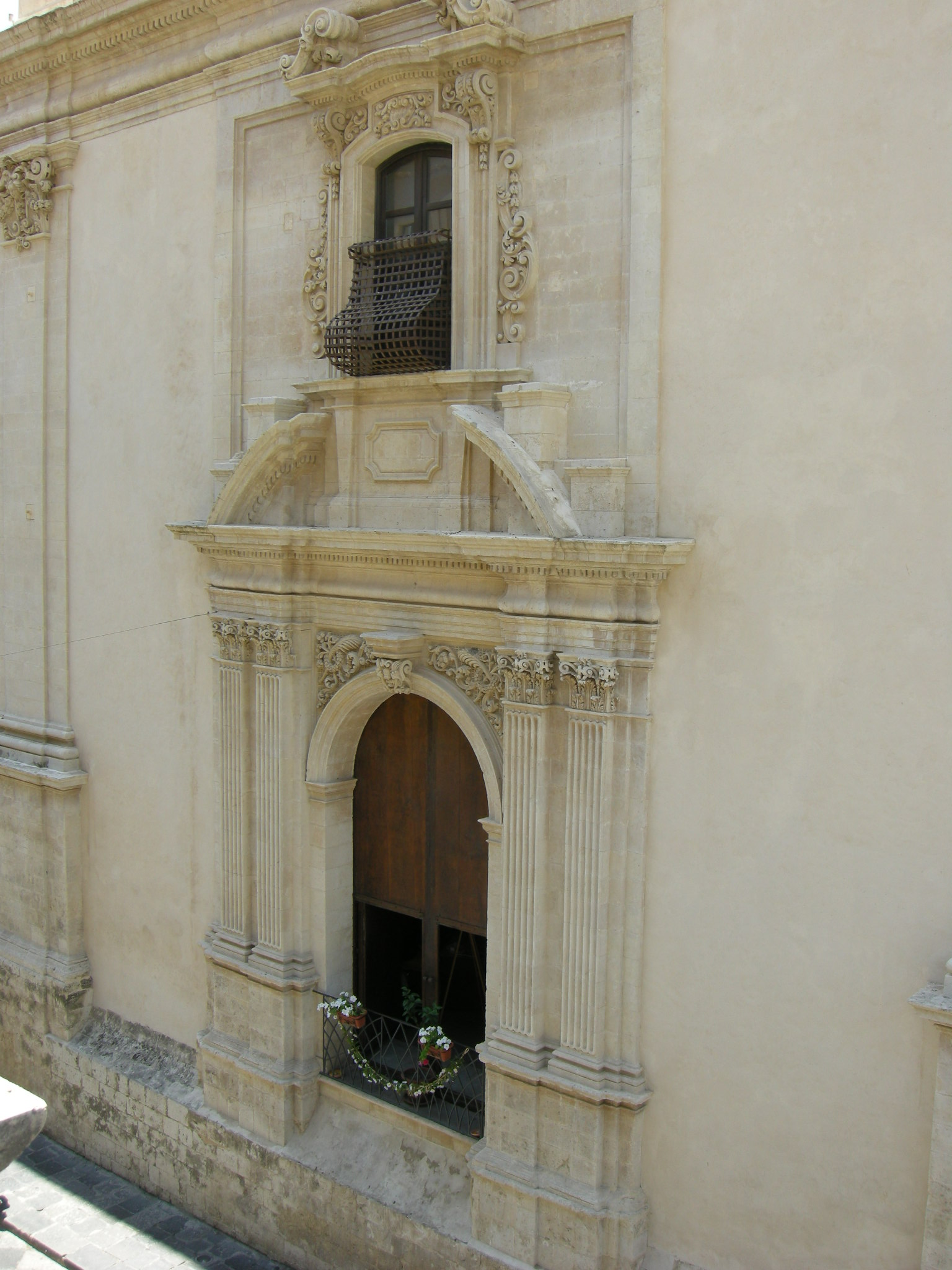
Church of Santa Chiara
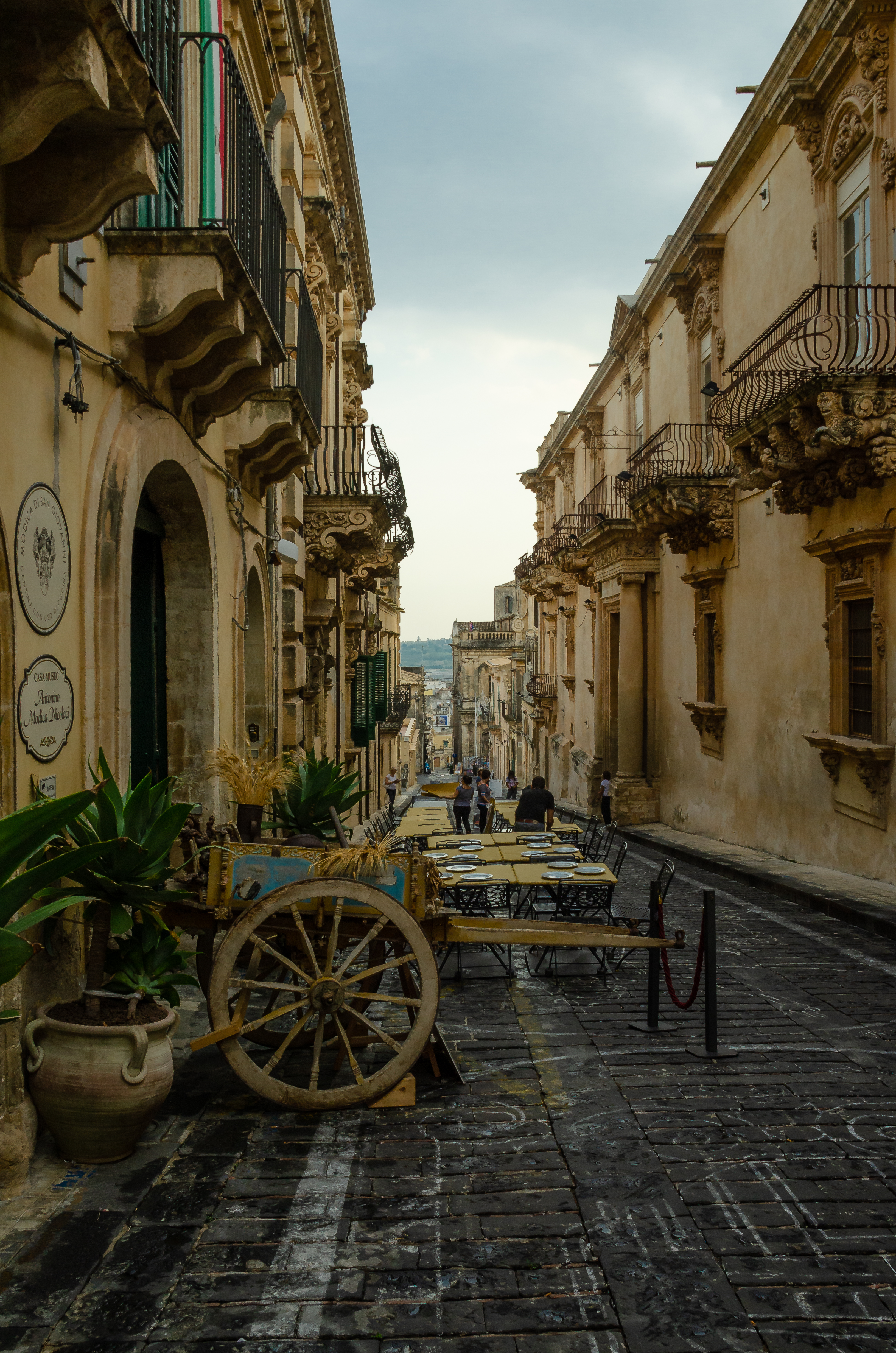
Via Nicolaci

## 참고 문헌
- Sicily and Its Islands, 2004 - Ugo La Rosa editore

1. ↑  The Val in Val di Noto is in Sicilian and in Italian a grammatically masculine term, and it does not refer to a "Valley" as is usual in Italian geographical names, which are although always grammatically feminine, but to one of the Provinces or Governorates into which Sicily was administratively divided under the Arab rule and up until the 1812 administrative reform. The corresponding Arab term is en:Wāli, and the Sicilian Val is akin to the Arab 윌라야 or the Turkish en:Vilayet, used as it would be a 번역차용 of the English term en:Shire
2. ↑  Late Baroque Towns of the Val di Noto - listing on UNESCO website